# Asja
Asja (Ася) è un film del 1977 diretto da Iosif Efimovič Chejfic.

## Trama
Il film è ambientato nel sud della Germania. Il film racconta di una strana ragazza di nome Asya, che ha uno straordinario potere d'amore.